# Бруччи, Рудольф
Рудольф Бруччи (хорв. Rudolf Brucci, серб. Рудолф Бручи; 30 марта 1917, Загреб — 30 октября 2002, Нови-Сад) — югославский композитор итальянского происхождения. Муж оперной певицы Ольги Бруччи.
В молодости играл на скрипке в различных оркестрах (не только симфонических, но и в кабаре). Начал заниматься композицией только в 30-летнем возрасте, после переезда в Белград, у профессора гармонии Петара Бингулаца. В 1954—1955 гг. брал уроки у венского композитора Альфреда Уля. И только в 1965 г., после того как Бруччи со своей симфонией «Леста» стал победителем Международного конкурса имени королевы Елизаветы (в котором участвовали 250 композиторов из 26 стран), к нему пришла известность в Европе и на родине.
Начиная с 1970-х гг. усилия Бруччи были направлены на развитие музыки в Воеводине; он стал первым ректором Академии искусств в Нови-Саде (среди его учеников — композитор и дирижёр Зоран Мулич), одним из основателей местной филармонии и консерватории.
В творческом наследии Бруччи центральное место занимает симфоническая музыка. Ему принадлежит также несколько балетов (в том числе «Катерина Измайлова») и оперы, в том числе «Гильгамеш» (1985, по шумерскому эпосу), получившая мировую известность благодаря её постановке в 1987 г. на Первом музыкальном фестивале в Багдаде. В своей музыке Бруччи часто обращался к балканским мотивам.